# Joaquín Loyo Mayo
Joaquín Loyo Mayo (* 16. August 1945 in Veracruz; † 27. Dezember 2014 in Córdoba) war ein mexikanischer Tennisspieler.
Er gewann in seiner Karriere unter anderem Silber und Bronze bei Demonstrationsveranstaltungen der Olympischen Spiele und repräsentierte Mexiko über eine Zeitspanne von vierzehn Jahren im Davis Cup. Seine besten Weltranglistenplatzierungen waren Platz 99 im Einzel und Platz 91 im Doppel.
Loyo Moyo war 1,68 m groß, wog 61 kg und spielte mit der linken Hand.

## Karriere
Loyo Mayo gewann die Cincinnati Masters 1967 im Einzel und erreichte bei diesem Turnier in den Jahren 1968 und 1975 noch jeweils das Finale in der Doppelkonkurrenz. Darüber hinaus gewann er in den Jahren 1968 bis 1972 fünfmal in Folge die mexikanischen Tennismeisterschaften.
Im Jahr 1969 gewann er im College Tennis die NCAA Division I Tennis Championships im Einzel, Doppel und mit seiner Universitätsmannschaft, der University of Southern California, den USC Trojans. An der Hochschule machte er auch einen Abschluss in Marketing.
Bei Grand-Slam-Turnieren erzielte er mit dem Achtelfinaleinzug bei den Wimbledon Championships 1971 seinen größten Erfolg im Einzel, kam ansonsten nicht über die dritte Runde hinaus. Im Doppel erreichte er das Viertelfinale der French Open 1970 mit seinem Partner Željko Franulović.
Weitere Erfolge erzielte er bei den Olympischen Sommerspielen 1968 in seiner mexikanischen Heimat, als Tennis sowohl als Demonstrationssportart (in Guadalajara) als auch als Exhibitionssportart (Mexiko-Stadt) Teil der olympischen Spiele war. Gemeinsam mit seinem Partner Pierre Darmon gewann er im Herrendoppel zuerst Bronze im Demonstrationswettbewerb und anschließend Silber im Exhibitionswettbewerb.

## Davis Cup
Loyo Mayo repräsentierte von 1964 bis 1977 die mexikanische Davis-Cup-Mannschaft, mit der er in den Jahren 1966 bis 1973, nur unterbrochen vom Ausscheiden im Halbfinale im Jahr 1970, insgesamt siebenmal das Finale des Amerika-Zonenturniers erreichte. Dort verloren sie aber jeweils gegen die US-Amerikaner und die Brasilianer. Dabei bestritt er in 21 Begegnungen insgesamt 45 Partien, von denen er 22 gewann und 23 verlor.

## Erfolge

### Einzel

#### Finalteilnahmen
| Nr. | Datum           | Turnier        | Belag     | Finalgegner  | Ergebnis      |
| --- | --------------- | -------------- | --------- | ------------ | ------------- |
| 1.  | 18. März 1968   | Mexiko-Stadt   | Sand      | Rafael Osuna | 4:6, 4:6, 4:6 |
| 2.  | 26. Januar 1969 | Omaha          | Hartplatz | Cliff Richey | 4:6, 2:6      |
| 3.  | 6. April 1970   | St. Petersburg | Sand      | Jan Kodeš    | 3:6, 3:6, 3:6 |

### Doppel

#### Finalteilnahmen
| Nr. | Datum          | Turnier    | Belag     | Doppelpartner | Finalgegner              | Ergebnis |
| --- | -------------- | ---------- | --------- | ------------- | ------------------------ | -------- |
| 1.  | 3. August 1975 | Cincinnati | Hartplatz | Marcelo Lara  | Phil Dent Cliff Drysdale | 6:7, 4:6 |